# Roulettes
El escuadrón Roulettes (en español: «Ruletas») es el equipo acrobático de la Real Fuerza Aérea Australiana y vuela 6 entrenadores turbohélice Pilatus PC-9.

## Aviones utilizados
| Avión            | Número | Periodo           |
| ---------------- | ------ | ----------------- |
| Aermacchi MB-326 | 4      | 1970 — 1974       |
| Aermacchi MB-326 | 5      | 1974 — 1981       |
| Aermacchi MB-326 | 7      | 1981 — 1982       |
| Aermacchi MB-326 | 5      | 1982 — 1989       |
| Aermacchi MB-326 | 2      | 1989              |
| Pilatus PC-9     | 6      | 1989 — actualidad |

## Galería de imágenes

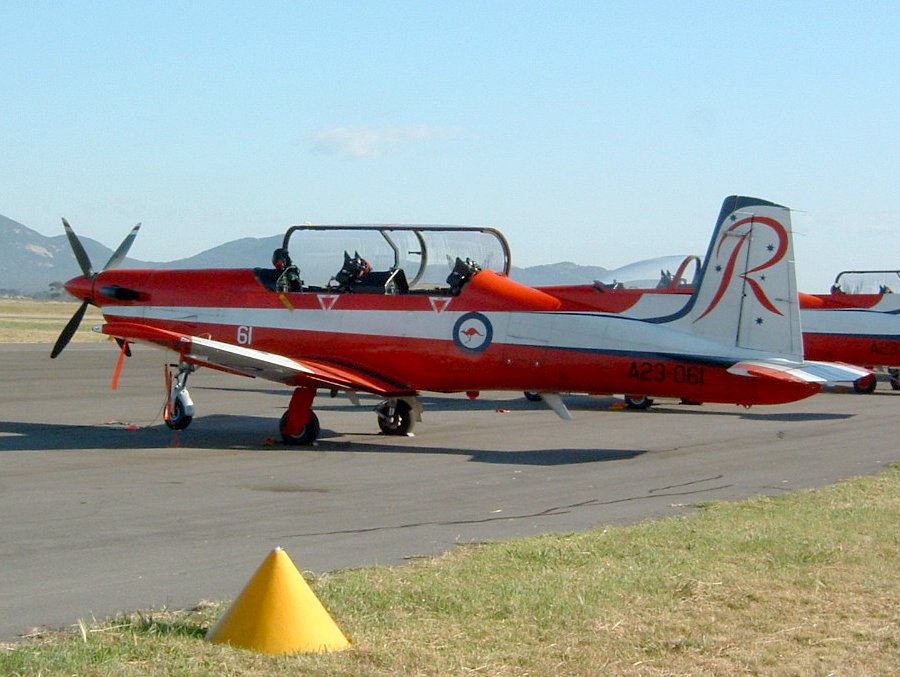
Pilatus PC-9 de los Roulettes.
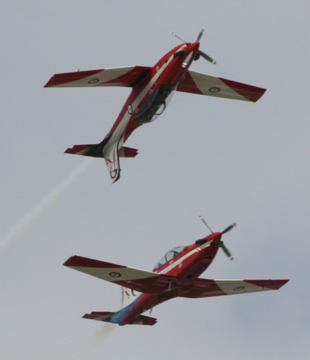
Dos de los Roulettes en formación espejo.